# Малайзийско-узбекистанские отношения
Малайзийско-узбекские отношения — двусторонние дипломатические отношения между Малайзией и Узбекистаном. 

## История
Малайзия имеет посольство в Ташкенте, а Узбекистан имеет посольство в Селангоре. Обе страны поддерживают хорошие отношения. Двусторонние дипломатические отношения были установлены в 1992 году, а в 1993 году Малайзия открыла свое посольство в Ташкенте. с 1992 года Президент Узбекистана Ислам Каримов совершил несколько визитов в страны Юго-Восточной Азии, такие как Малайзия и Индонезия, которые были частью его самой продолжительной зарубежной поездки. Обе страны развивают связи в сферах экономического и инвестиционного сотрудничества, нефти и газа, образования и туризма. Многие Малайзийские инвесторы также начали вести бизнес в Узбекистане. в 2012 году, после 20-летних дружеских отношений между двумя странами, была создана Ассоциация дружбы Малайзии и Узбекистана. Ассоциация также создает совместные проекты в области образовательного туризма, фототуризма, обмена студентами, средств массовой информации и ИКТ. В 2011 году многие совместные проекты действуют в Узбекистане, особенно в нефтегазовой отрасли, производстве текстильных изделий, мебели и электротехнической продукции. Узбекистан также стремится учиться у Малайзии в сфере туризма.